# Косма, Эдгар
Эдгар Косма (рум. Edgar Cosma; 2 марта 1925, Бухарест — 2006, Париж) — румынско-французский композитор и дирижёр. Брат Теодора Косма и дядя Владимира Косма.
В 1951—1959 гг. работал в Румынском оркестре кинематографии. В 1960 г. эмигрировал во Францию, первым из семьи Косма. В 1966 г. получил французское гражданство.
В 1969—1974 гг. возглавлял Ольстерскую консерваторию в Белфасте и Ольстерский оркестр. Одновременно в 1973—1975 гг. руководил Оркестром Севера и Пикардии (фр. Orchestre de Nord-Picardie) в Лилле.
Автор ряда сочинений, особенно с участием духовых инструментов (концерты для трубы, для валторны и для тромбона с оркестром, дуэты для двух труб и др.), написанных в 1980-90-е гг., и киномузыки, в том числе к картинам Дину Негряну «Тревога в горах» (1955), Роберта Пэрриша «С берега» (1965) и Мишеля Девиля «Маленькая банда» (1983).